# Pié d’Angloys
Pié d'Angloys is een Franse kaas, afkomstig uit de Bourgogne.
Het is een zachte kaas met een witte korst die in de verpakking doorgaat met rijpen. De smaak is mild en romig en zeer “toegankelijk”. In Frankrijk is de kaas een keer tot kaas van het jaar gekozen.
De kaas is een merk van kaasfabriek Fromagerie Paul-Renard uit het departement Yonne. Hij werd in 1992 als Le Pié d'Angloys voor het eerst op de markt bracht. Later verdween het lidwoord uit de naam. De naam betekent Engelsmans voet. In hedendaagse spelling zou dat pied d'Anglais zijn.